# Dixie Carter (lucha libre)
Dixie Carter-Salinas (nacida el 6 de octubre de 1964), conocida profesionalmente como Dixie Carter, es una promotora de lucha libre profesional y empresaria estadounidense, quien fue la presidenta de Total Nonstop Action Wrestling (TNA) entre 2003 y 2016.

## Primeros años
Carter nació en Dallas, Texas, hija de Robert y Janice Carter. Ella se graduó de la Hockaday School en 1982 y posteriormente asistió a la Universidad de Misisipi, graduándose en 1986 con una Licenciatura en Administración de Empresas. Cuando era estudiante, Carter era activa en la Junta de Programación Estudiantil y fue miembro de la fraternidad de mujeres Kappa Kappa Gamma. Además, Carter trabajó como pasante con Levenson & Hill, una firma de marketing y publicidad en el barrio de Las Colinas de Dallas, Texas. Después de graduarse, Carter se convirtió en empleada de tiempo completo de Levenson & Hill, recibiendo un ascenso al puesto de vicepresidenta a la edad de 27 años. En 1993, comenzó su propio negocio en Nashville, centrándose principalmente en representación de deporte y música.

## Carrera en lucha libre profesional

### Corporativa
En 2002, el presidente de Monterey Peninsula Talent (una agencia de reservas) contactó a Carter y le informó que Total Nonstop Action Wrestling, una promoción de lucha libre profesional, requería una toma de marketing y publicidad. Carter comenzó a trabajar con TNA, pero dos meses más tarde, fue informada por Jeff Jarrett (uno de los copropietarios de TNA) que un patrocinador financiero clave (HealthSouth Corporation, que tenía problemas financieros debido a ser investigada por irregularidades contables) había retirado su apoyo de TNA, y que la compañía estaba en una situación desesperada como resultado.

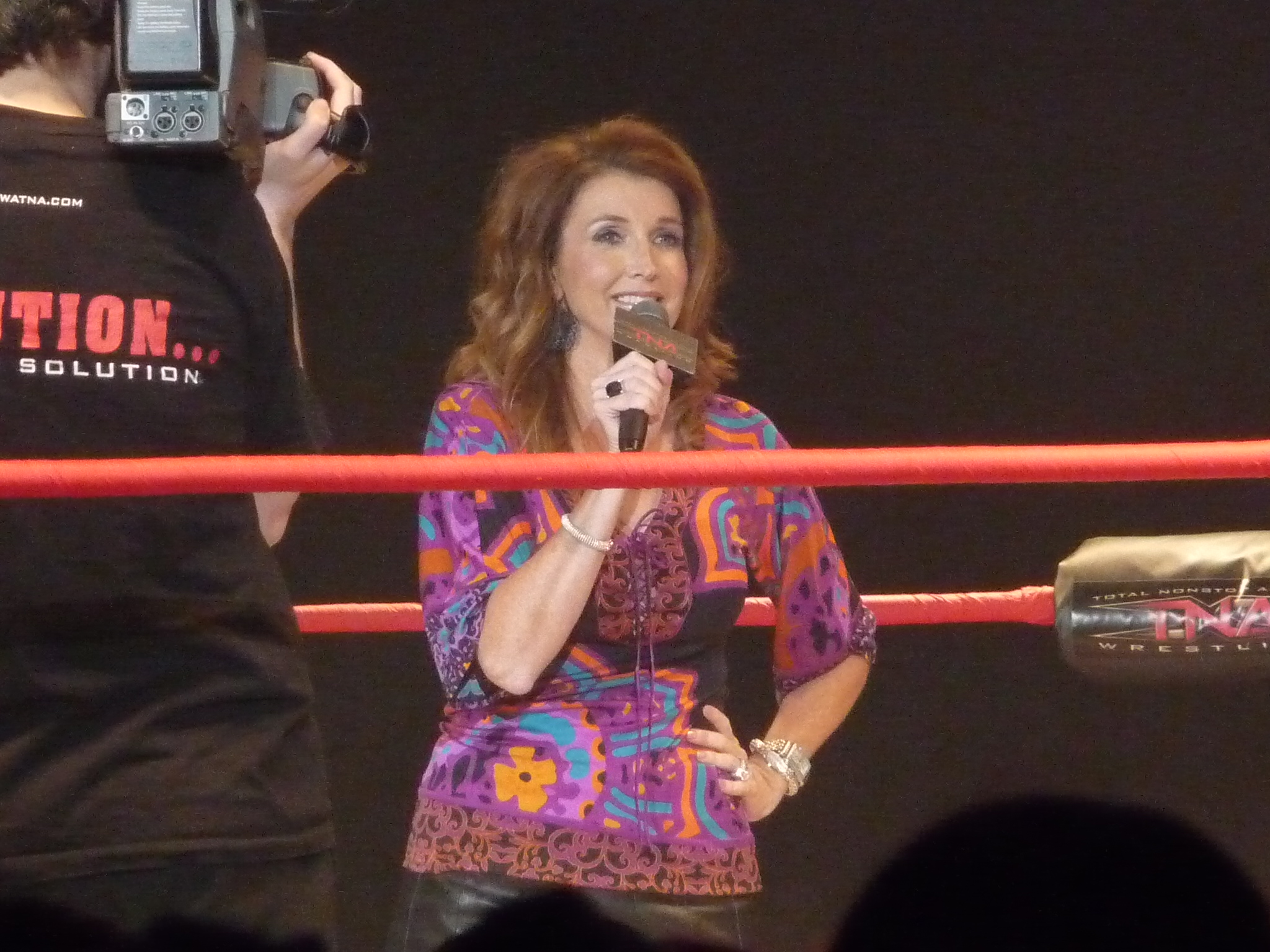
Dixie Carter dirigiéndose a los fanes en 2010.

Carter, alegando "[ver] el potencial en un mercado que tenía una compañía, WWE con una capitalización bursátil de US$ 900 millones y ningún competidor", contactó con sus padres, los propietarios de Panda Energy International, una empresa de energía con sede en Dallas. En octubre de 2002, Panda Energy adquirió el 71% de TNA de HealthSouth Corporation por $250,000. El 31 de octubre de 2002, TNA (que originalmente comercializaba como "J Sports and Entertainment") fue renombrada "TNA Entertainment". Carter fue nombrada presidenta de TNA Entertainment en la primavera de 2003.
En diciembre de 2007, Carter apareció voluntariamente ante el Congreso de los Estados Unidos para ser entrevistada con respecto a la lucha libre profesional tras el doble homicidio y suicidio de Chris Benoit.

### Roles en pantalla (2009–2012)
Después de hacer sólo ocasionales apariciones en pay-per-views, Carter hizo su primera aparición en TNA Impact! el 27 de agosto de 2009, entrevistando al nuevo firmante Bobby Lashley. A principios de 2010, tras el debut de Hulk Hogan y Eric Bischoff, Carter se convirtió en una figura de autoridad regular en Impact!, antes de perder su poder en pantalla a los dos, en la edición del 14 de octubre de 2010 de Impact!. Sin embargo, Carter haría otra aparición en la edición del 25 de noviembre de 2010 de Reaction cuando, en storyline, informó a Hogan y Bischoff que un juez presentó una medida cautelar contra los dos en nombre de Carter por no tener autoridad firmante. En la edición de 3 de marzo de 2011 de Impact! se reveló el resultado de la batalla judicial entre Carter y Hogan, con Hogan declarándose como el nuevo jefe de TNA Wrestling. Carter volvió a TNA el 16 de octubre en Bound for Glory, cuando Sting derrotó a Hogan para traerla de regreso al poder.
Carter hizo una aparición en la edición del 8 de diciembre de Impact Wrestling junto a Sting para hacer frente a Campeón Mundial Peso Pesado de TNA, Bobby Roode. El segmento terminó con Roode escupiéndole en la cara a Carter.
En el verano de 2012 Carter fue también el punto focal de una storyline en donde Christopher Daniels y Kazarian la acusaron de tener un romance con uno de los pilares de la empresa, A.J. Styles. El dúo proporcionó imágenes comprometedoras de Carter y Styles entrando juntos en un hotel, así como fotografías de ellos abrazados. El esposo de la vida real de Carter Serg Salinas hizo una aparición televisada en Impact Wrestling donde noqueó a Styles con un puñetazo. Al final fue revelado que Carter y Styles estaban simplemente ayudando a una amiga mutuo, Claire Lynch, a través de sus problemas de adicción de drogas.

### Dixieland (2013–2014)
Carter apareció en el segmento final de Impact Wrestling el 19 de septiembre de 2013 para hacer frente a A.J. Styles sobre las observaciones que él había hecho sobre la forma en que ella dirigía la empresa. Carter respondió diciendo que Styles no era un gran luchador y afirmó que era ella quien creó el personaje de Styles para obtener marketing para la empresa. Añadió que Styles aún estaría viviendo en la pobreza si su padre no le hubiera pagado y que era ella "la que creó esta casa" (TNA). Estaba a punto de irse cuando Styles iba a responder, ella decidió finalizar el show ordenando que cortaran los micrófonos y apagaran las luces, convirtiéndose en heel en el proceso. En el siguiente episodio de Impact Wrestling, Carter rompió de nuevo contrato de A.J. Styles que le fue otorgado por Hulk Hogan, entonces le dio a Hogan un ultimátum para unir fuerzas con ella la siguiente semana. Hogan rechazó su oferta y se fue, Carter inicialmente le rogó que reconsiderara, pero luego reivindicó que Hogan no podría renunciar porque ella lo había despedido, aunque Hogan ya había caminado fuera de cámara para este punto. En Bound for Glory ella interfirió en el evento principal y ordenó al árbitro Earl Hebner no contar el pinfall de Styles, sin embargo Styles finalmente derrotaría a Bully Ray para convertirse en el campeón Mundial Peso Pesado de TNA. La semana siguiente, intentó convencer a Styles para firmar un nuevo contrato con TNA, pero Styles se negó, dejando la empresa con el título. El 29 de octubre de 2013, Carter dejó vacante el título. Sin embargo, Styles anunció una defensa del título en Asistencia Asesoría y Administración. Cuando Dorian Roldán, propietario de AAA, anunció a Judas Mesías como el rival de Styles, Carter dijo que habló con Roldán para intentar cancelar la lucha. Mientras tanto, Dixie anunció un torneo para coronar a un nuevo Campeón Mundial Peso Pesado de TNA , ya que ella se negó a reconocer el reinado de Styles. Magnus finalmente ganó el torneo y el campeonato en Impact Wrestling: Final Resolution al derrotar a Jeff Hardy en un Dixieland Match, con la ayuda del Rockstar Spud y el sobrino (kayfabe) de Dixie Ethan Carter III, formando Team Dixie en el proceso. Magnus derrotó a A.J. Styles a su regreso a TNA, unificando los títulos. Styles dejó TNA después de la lucha.
En enero de 2014, Montel Vontavious Porter debutó en TNA como un inversionista y entró en un feudo con Carter. En Lockdown, el equipo de Dixie Carter de Bobby Roode, Austin Aries y The BroMans (Robbie E & Jessie Godderz) perdió ante el equipo de MVP de él mismo, The Wolves (Davey Richards & Eddie Edwards) y Willow en un Lethal Lockdown Match después de la interferencia el árbitro especial, Bully Ray, que inicialmente había sido traído creyendo que favorecería al equipo de Dixie. Como consecuencia de la derrota de su equipo, MVP tomó el control de TNA como el director de Operaciones. Tras los acontecimientos de Lockdown, Dixie entró en un feudo con Bully Ray, quien prometió que la pondría a través de una mesa. En las grabaciones del 27 de junio de Impact Wrestling que se emitió el 7 de agosto, Carter fue puesta a través de una mesa por Team 3D.

### Compra y venta de Impact y salida
Carter se desempeñó como presidenta de TNA hasta el 12 de agosto de 2016, cuando fue anunciado como nuevo presidente de la promoción Billy Corgan cantante de Smashing Pumpkins. Poco después, sin embargo, se anunció que Corgan demandaría a la compañía y a Carter, ya que se le mintió sobre información financiera. El 30 de noviembre, se informó que Corgan había resuelto su demanda contra TNA, y Anthem Sports & Entertainment Corp. adquirió los préstamos que Corgan le otorgó a Carter en el proceso. A fines de noviembre de 2016, se informó que, una vez que se resolviera la demanda de Corgan, TNA atravesaría un período de reestructuración que vería un cambio en la propiedad, con Anthem obteniendo el 85%, Aroluxe el 10% y Dixie Carter el 5%, lo que convirtió a Carter en el propietario minoritario y haciendo que ella no tenga poder de decisión en TNA en el futuro. Actualmente, Ed Nordholm ejerce la posición de presidente de Impact. Mientras Dixie se ha convertido en asesora de Fight Network una división de Anthem.

### WWE
Dixie Carter hizo una aparición en calidad de entrevistada para el documental Kurt Angle: Homecoming de WWE Network. También se vio involucrada en una discusión por Twitter entre AJ Styles y Randy Orton

## Vida personal
Carter está casada con Serg Salinas, un productor musical de TNA con quien tiene dos hijos.

## Campeonatos y logros
- Women Superstars Uncensored
  - WSU Hall of Fame (2012)

- WrestleCrap
  - Gooker Award (2013) – Heel turn angle[22]